# Precis laodora
Precis laodora är en fjärilsart som beskrevs av Jean Baptiste Godart 1819. Precis laodora ingår i släktet Precis och familjen praktfjärilar. Inga underarter finns listade i Catalogue of Life.